# حسینیه سوهانک
حسینیه سوهانک، یکی از حسینیه‌های قدیمی تهران است که قدمت آن به دوران صفوی باز می‌گردد. متراژ حدودی این حسینیه ۱۰۰۰ متر مربع تخمین زده شده‌است و بنای آن به سال ۱۳۴۰ تا ۱۳۴۵ مجددا تجدید بنا شده‌است.

## پیشنیه و موقعیت
حسینیه سوهانک، حسینیه‌ای قدیمی واقع در منطقه سوهانک تهران، واقع در خیابان سلمان، کوچه سپاهی، کوچه بهار است. به باور اهالی منطقه، پیشینه این حسینیه به دوران صفویه باز می‌گردد. بنای این حسینیه از خشت و گل بوده‌است و سقف آن از جنس چادر گزارش شده‌است. بعدها سقفی به شکل شیروانی جایگزین سقف قدیمی چادری شده‌است. این حسینیه به سبک تکیه نیاوران بنا شده‌است و دارای چندین طاق‌نما می‌باشد. بنای این حسینیه بین سال‌های ۱۳۴۰ تا ۱۳۴۵ هجری شمسی به طور کامل از بین رفت و مجددا توسط خیران محله سوهانک، مجدد تجدید بنا شد. بر اساس گزارش دانشنامه تهران، در تاریخ ۱۳۸۹ ه.ش این حسینیه دارای زیربنایی به مساحت حدودی ۱۰۰۰ متر مربع می‌باشد که در دو طبقه ساخته شده‌است. این حسینی دارای گنبدی نقره‌ای رنگ و نمایی زیباست. این حسینیه به جهت قرار گرفتن در بلندی، از تمامی زوایای منطقه قابل مشاهده است. برای زیبایی حسینیه، فضای داخلی و گنبد حسینیه سوهانک، کاشی‌کاری شده‌است.
حسینیه از جهت برگزاری مراسمات مذهبی خصوصا در ایام عزاداری در محرم و صفر، فعال می‌باشد. آشپزخانه این مجموعه به متراژ حدودی ۳۰۰ متر مربع است که بنابر گزارش‌ها در روز عاشورا در چندین نوبت، پذیرای پنج هزار مهمان می‌باشد. این حسینیه دارای دو ورودی است که ورودی اصلی آن نبش کوچه بهار و ورودی دوم، در کوچه حسینیه واقع شده‌است و تنها در روزای پر ازدحام برای تردد مهمانان باز خواهد شد. در داخل این حسینینه، مکانی به عنوان نمایشگاه اشیاء قدیمی تهیه شده‌است که اقلامی همچون کلاه‌خود، گرز و شمشیر در آن نگهداری می‌شود این وسایل پیشتر در مراسمات تعزیه خوانی مورد استفاده قرار می‌گرفته‌است. این حسینه هر ساله در منطقه، مراسم تعزی خوانی برگزار می‌کند و پنج‌شنب شب‌های هر هفته، مراسمات مذهبی ثابت دارد. برگزاری نماز جماعت از جمله فعالیت‌های این حسینیه است.